# Christoph J. Amor
Christoph J. Amor (* 1979 in Innsbruck) ist ein italienischer römisch-katholischer Theologe, der in Südtirol (Bozen) aufgewachsen ist und lebt.

## Leben
Von 1998 bis 2004 studierte er Fachtheologie und christliche Philosophie an der Katholisch-Theologischen Fakultät in Innsbruck, an der Universität Münster sowie an der PTH Münster. Von 2004 bis 2006 absolvierte er ein Doktoratsstudium der Katholischen Theologie an der Katholisch-Theologischen Fakultät der Universität Innsbruck. Nach der Promotion im November 2006 (Thema der Promotionsschrift: Propter nostram salutem – Eine Hinführung zum Heilsverständnis bei Thomas von Aquin) war er von Februar 2007 bis Jänner 2013 wissenschaftlicher Mitarbeiter am Institut für Systematische Theologie an der Katholisch-Theologischen Fakultät in Innsbruck.
Am 1. März 2013 wurde er zum außerordentlicher und am 1. September 2013 zum ordentlichen Professor für Dogmatische und Ökumenische Theologie an der PTH Brixen berufen. Im Juni 2013 habilitierte er sich an der Universität Innsbruck und erhielt die Lehrberechtigung (venia docendi) für das Fach Dogmatik. An der PTH Brixen ist er seit September 2014 zudem Direktor der Brixner Theologischen Kurse.
Seine Forschungsschwerpunkte sind scholastische und neuscholastische Theologie, Fundamentaltheologie und Karl Rahner.

## Schriften (Auswahl)
- „Um unseres Heiles willen ...“ Eine Hinführung zum Heilsverständnis bei Thomas von Aquin (= Innsbrucker Theologische Studien. Band 81). Tyrolia, Innsbruck/Wien 2009, ISBN 3-7022-2981-7, (zugleich Dissertation, Innsbruck 2006).
- als Herausgeber mit Gertraud Ladner: Die Macht des Bösen. Vorträge der neunten Innsbrucker Theologischen Sommertage 2008 (= Theologische Trends. Band 18). Innsbruck University Press, Innsbruck 2009, ISBN 978-3-902719-26-3.
- als Herausgeber mit Roman A. Siebenrock: Handeln Gottes. Beiträge zur aktuellen Debatte (= Quaestiones disputatae. Band 262). Herder, Freiburg/Basel/Wien 2014, ISBN 978-3-451-02262-3.